# 俄羅斯波利亞納區
53°46′46″N 73°52′50″E / 53.77944°N 73.88056°E
俄羅斯波利亞納區（俄语：Русско-Полянский район），是俄羅斯的一個區，位於該國西南部，由鄂木斯克州負責管轄，面積3,300平方公里，2010年人口19,333，人口密度每平方公里5.86人。